# 内特斯海姆
内特斯海姆（德語：Nettersheim，發音：[ˈnɛtɐsˌhaɪm]）是德国北莱茵-威斯特法伦州科隆行政区奥伊斯基兴县的市镇，面积94.35平方千米，2023年12月31日人口为8,676人。